# 庄达菲
庄达菲（2001年2月28日—），出生于辽宁省沈阳市，中国内地女演员、歌手，毕业于北京电影学院表演系。
2018年签约嘉行传媒并参演网剧《三生三世枕上书》正式进入公众视野。其随后主演的网剧《我的刺猬女孩》和《我才不要和你做朋友呢》均于2020年播出并广受好评，使其为大众所熟知。庄达菲在流行音乐领域亦颇有建树。2016年6月1日，推出首支个人单曲《能量光站》。此后也为多部其主演的网剧创作并演唱了主题曲，如《我的刺猬女孩》和《我们的1999》等。庄达菲的粉丝名是“达菲熊”，应援色为白色       与蓝紫色   。

## 生平

### 早年經歷
庄达菲2001年2月28日出生于辽宁省沈阳市，父亲是祖籍福建的澳门商人，幼年时随母亲搬至北京市朝阳区并在那里长大。在北京，她先后就读于北京大学附属小学和清华大学附属中学国际部，小学五年级时曾到加拿大交换学习。她也曾在嘉禾舞蹈工作室和艺禀天辅等机构学习。
五岁时，参与拍摄数期《小公主》杂志，首次接触影视行业。小学期间曾多次获得海淀区中小学生独唱比赛和北京市独唱比赛一等奖，也曾获得北京市红领巾奖章。2010年参加云南卫视跨年晚会，与李健、周晓鸥、满文军、柯有伦一起演唱《留住》。2012年，10岁的庄达菲客串出演由张扬执导的微电影《老人愿》，饰演女主角周爽的幼年角色，该微电影是电影《飞越老人院》的前传。2016年，庄达菲参与拍摄《超级女声》宣传片以及多支广告，其中包括与TFBOYS共同拍摄的蒙牛酸酸乳广告。此后，庄达菲又陆续客串参演电视剧《真心想让你幸福》（2017），饰演郑宇的女儿涵涵；参演电影《泡芙小姐》（2018），饰演小泡芙；以及参演电视剧《原来你还在这里》（2018），饰演男主角程铮的青梅竹马孟雪（少年版）。
2018年，庄达菲以专业课全国第11的成绩考入北京电影学院，就读于2018级表演系。

### 演艺经历
2018年9月19日，庄达菲签约杨幂创建的嘉行传媒并随即参演了由其联合出品的网剧《三生三世枕上书》（2020），在剧中饰演爱慕东华的比翼鸟族二公主洁绿，该剧于2020年1月22日在腾讯视频播出。这是她首部正式参与拍摄且有较多戏份的影视作品。
从那以后，她开始获得网剧主演的机会，接连主演了《你是我眼中的山川和海洋》（2019）、《我的刺猬女孩》（2020）和《我才不要和你做朋友呢》（2020）三部校园题材网剧，分别饰演铜豌豆女孩夏蕊宁、高冷毒舌的韩菲和倔强孤僻的李进步。其中《我的刺猬女孩》在拍摄时曾用名《突然回到18岁》。彼时刚上大学的庄达菲在饰演高中和大学学生角色时显得得心应手，灵气十足。她也在采访中承认每个角色都有与她本人十分相像的特征，使得她可以很好地体会角色的内心。这三部校园题材网剧均广受好评，其中《你是我眼中的山川和海洋》令其获得2019韩国釜山电影节亚洲内容大奖最佳新人奖，《我的刺猬女孩》和《我才不要和你做朋友呢》令其获得2020金骨朵网络影视盛典年度新锐女演员。另外，《我的刺猬女孩》和《我才不要和你做朋友呢》后续分别拍摄了续集《我的刺猬女孩2》（2022）和姊妹篇《我要和你做兄弟》（2022）。其中，庄达菲在《我要和你做兄弟》番外篇中客串出演，但由于档期原因未能参演《我的刺猬女孩2》，而改由天爱饰演女主韩菲，在网络上引发原剧粉丝对制片方的不满。
庄达菲自2020年下半年起开始尝试校园题材以外的的形象，与完颜洛绒共同主演了都市剧《她和他的恋爱剧本》（2020）饰演一位技术水平强但日常生活很不靠谱的心理咨询师；与黄俊捷共同主演古装剧《春家小姐是讼师》（2023）饰演一位不畏强权的女讼师；与唐晓天共同主演古装剧《柳叶摘星辰》（2022），饰演聪慧外露劫富济贫的“柳叶贼”柳蓉；还与姚晨共同主演《摇滚狂花》（2022），饰演白天。2021年与2022年相交之际，庄达菲参加了湖南卫视跨年晚会，与唐禹哲、裘德、蒋敦豪一起演唱了《以梦为马》。
由于各种原因，庄达菲自2021年下半年开始拍摄的多部影视剧均延迟播出。2022年5月27日，其与任宥纶共同主演的校园剧《二进制恋爱》播出，饰演偏科少女周林林。这距离其上一部播出的作品《她和他的恋爱剧本》开播已经523天。在同年的第36届大众电影百花奖颁奖典礼上，她与张蓝心、张艺凡、丁冠森和苏晓彤共同演绎歌曲《年轻人》，歌曲由张杰演唱。2023年3月，拍摄完成两年多的《春家小姐是讼师》（2023）播出，但遭到拆分，原拍摄40集但仅以第一季的名义播出20集，其余20集则前途未卜。
2024年4月，发行个人第一张EP《东张西望》。
2025年1月，主演电影《射雕英雄传·侠之大者》上映。
2025年2月28日，开启职业生涯第一次个人线下LIVE。

## 影视作品

### 电视/网络剧
| 首播年份 | 剧名                   | 角色          | 备注   |
| 2016年   | 真心想让你幸福         | 涵涵          |        |
| 2018年   | 原来你还在这里         | 孟雪（少年）  |        |
| 2019年   | 你是我眼中的山川和海洋 | 夏蕊宁        | 网络剧 |
| 2020年   | 三生三世枕上书         | 洁绿          | 网络剧 |
| 2020年   | 我的刺猬女孩           | 韩菲          | 网络剧 |
| 2020年   | 我才不要和你做朋友呢   | 李进步        | 网络剧 |
| 2020年   | 她和他的恋爱剧本       | 罗开怀/罗涟漪 | 网络剧 |
| 2022年   | 二進制恋爱             | 周林林        | 网络剧 |
| 2022年   | 摇滚狂花               | 白天          | 网络剧 |
| 2023年   | 春家小姐是讼师         | 春荼蘼        | 网络剧 |
| 2023年   | 白日梦我               | 林语惊        | 网络剧 |
| 2024年   | 柳叶摘星辰             | 柳蓉          | 网络剧 |
| 2025年   | 吃饭跑步和恋爱         | 丁之童        |        |
| 待播     | 生而有翼               | 江寓歆        |        |

### 电影
| 上映年份 | 电影名                 | 角色         |
| 2012年   | 老人愿                 | 周爽（少年） |
| 2018年   | 泡芙小姐               | 小泡芙       |
| 2023年   | 年会不能停！           | 潘怡然       |
| 2024年   | 我才不要和你做朋友呢   | 李进步       |
| 2025年   | 射雕英雄傳：俠之大者   | 黃蓉         |
| 2025年   | 长安的荔枝             | 阿僮         |
| 待映     | 逆风而行               | 黄登鱼       |
| 待映     | 失恋后也不必做的12件事 | 吴小北       |
| 待映     | 戴珍珠项链的女人       | 趙清子／扬子 |

### 综艺节目
| 播出日期       | 节目名            | 频道     | 备注 |
| 2018年8月29日  | 我是大美人        | 芒果TV   | 嘉宾 |
| 2022年12月23日 | 我们民谣2022      | 爱奇艺   | 嘉宾 |
| 2023年1月23日  | 我们的客栈        | 浙江卫视 | 嘉宾 |
| 2024年2月3日   | 大热门来了        | 江苏卫视 | 嘉宾 |
| 2024年3月22日  | 全员加速中·对战季 | 湖南卫视 | 嘉宾 |

### 晚会演出
| 播出日期       | 节目名                       | 频道     | 备注                                       |
| 2010年12月31日 | 《地球之声》跨年晚会         | 云南卫视 | 与李健，周晓鸥，满文军，柯有伦合唱《留住》 |
| 2021年12月31日 | 湖南卫视跨年晚会             | 湖南卫视 | 与唐禹哲，裘德，蒋敦豪合唱《以梦为马》     |
| 2022年7月30日  | 第36届大众电影百花奖颁奖典礼 | CCTV6    | 参演歌曲《年轻人》                         |

## 音乐作品

### EP
| #   | 專輯資料                                                                                       | 曲目                                                                                     | 備註 |
| 1st | 《东张西望》 - 發行日期：2024年4月16日 - 語言：普通話 - 唱片公司：北京创娱无界文化发展有限公司 | 曲目 1. 不知道叫什么的歌 2. 列车驶入山谷 3. 夜晚骑行 4. 放放 5. 喝晚风喝醉了 6. 写给老唐 |      |

### 单曲
| 歌曲名称                    | 演唱                                                  | 作词                         | 作曲           | 编曲                    | 上线时间       | 备注                                   |
| 能量光站                    | 庄达菲                                                | 冷子夕                       | 冷子夕         |                         | 2016年6月1日   | 个人首个单曲                           |
| 候鸟的约定                  | 庄达菲                                                | 庄达菲                       | 庄达菲         | 庄达菲                  | 2016年7月22日  | 首个独立作词作曲作品                   |
| 山川和海洋                  | 庄达菲                                                | 庄达菲                       | 庄达菲         | 肖伯函                  | 2019年9月6日   | 网剧《你是我眼中的山川和海洋》插曲     |
| 我的刺猬女孩                | 庄达菲                                                | 庄达菲                       | 庄达菲         | 劳国贤                  | 2020年4月7日   | 网剧《我的刺猬女孩》同名主题曲         |
| 不一样                      | 庄达菲/陈昊宇/周彦辰/郭欣禹/王漪淼                    | 庄达菲/从日新儿/孟令楠       | 园田芳雄       |                         | 2020年5月18日  | 网剧《我才不要和你做朋友呢》主題曲     |
| 我们的1999                  | 庄达菲                                                | 庄达菲                       | 庄达菲         | 牛子健                  | 2020年6月10日  | 网剧《我才不要和你做朋友呢》彩蛋主題曲 |
| 恋爱源代码                  | 庄达菲/任宥纶/刘宇航/胡嘉欣/阳兵卓/闫博/屈琴涵/闫心澄 | 水牧天                       | 青木           | 青木                    | 2022年5月28日  | 网剧《二进制恋爱》片头曲               |
| 白夜                        | 庄达菲                                                | 窦佳嫄                       | 1AO/窦佳嫄     | 1AO                     | 2022年10月12日 | 网剧《摇滚狂花》插曲                   |
| 门                          | 庄达菲                                                | 窦佳嫄                       | 1AO/窦佳嫄     | 1AO                     | 2022年10月12日 | 网剧《摇滚狂花》片尾曲                 |
| 19                          | 庄达菲                                                | 庄达菲                       | 庄达菲         | 庄达菲                  | 2022年12月23日 | 我们民谣2022第一期                     |
| 写给老唐                    | 庄达菲                                                | 庄达菲                       | 庄达菲         | 毕赫宬                  | 2023年1月20日  | 我们民谣2022第五期                     |
| 荼蘼花开                    | 庄达菲                                                | 刘恩汛/林乔/零/念九儿/孙艾藜 | 安震南         | 陆泰名                  | 2023年3月25日  | 网剧《春家小姐是讼师第一季》片头曲     |
| 打工累                      | 大鹏/白客/庄达菲/孙艺洲                               | 林俊民                       | 林俊民         | 果酱先生                | 2023年12月16日 | 电影《年会不能停！》发疯曲             |
| 我的未来不是梦 + 打工人之歌 | 大鹏/白客/庄达菲                                      | 陈家丽/唐一丹                | 翁孝良/郭斗之  | 张亦江/郭晓峰           | 2023年12月26日 | 电影《年会不能停！》主题曲             |
| 湘江中路                    | 庄达菲                                                | 庄达菲                       | 庄达菲         | 李宗轩                  | 2024年1月5日   |                                        |
| 放放                        | 庄达菲                                                | 庄达菲                       | 庄达菲         | Simon Mongtrison/WONJUN | 2024年2月28日  |                                        |
| 喝晚风喝醉了                | 庄达菲                                                | 庄达菲                       | 庄达菲         | 卢子健                  | 2024年4月1日   |                                        |
| 等我来到你的世界            | 庄达菲/陈昊宇                                         | 吕晴                         | 陈筱舒         | Simon Mongtrison        | 2024年5月28日  | 电影《我才不要和你做朋友呢》主题曲     |
| 初恋                        | 庄达菲/陈昊宇/王皓/毕雯珺                             | 郑国江                       | Kozo Murashita | 何骏                    | 2024年6月5日   | 电影《我才不要和你做朋友呢》推广曲     |
| 想慢慢说的话                | 庄达菲                                                | 庄达菲                       | 庄达菲         | 高真                    | 2024年6月14日  |                                        |

## 奖项
| 年份 | 颁奖典礼           | 奖项                   |
| 2019 | 韩国釜山电影节     | 亚洲内容大奖最佳新人奖 |
| 2020 | 金骨朵网络影视盛典 | 年度新锐女演员         |
| 2024 | 2024爱奇艺尖叫之夜 | 年度角色人物           |